# برد هاف
برد هاف (انگلیسی: Brad Huff؛ زادهٔ ۵ فوریهٔ ۱۹۷۹) دوچرخه‌سوار اهل ایالات متحده آمریکا است.
از باشگاه‌هایی که در آن بازی کرده‌است می‌توان به کنندیل–دراپاک اشاره کرد.